# 白圖穆卡蘭清真寺
白圖穆卡蘭清真寺（阿拉伯语：‎），位于孟加拉国首都达卡市的市中心，是孟加拉国的国家清真寺。白圖穆卡蘭清真寺於1968年落成，當時可容納3萬人，是全世界第十大的清真寺，但在齋戒月等祭典時仍過於擁擠，因此孟加拉政府曾擴建此清真寺，現可容納4萬人。